# Кердань, Фёдор Кириллович
Фёдор Кириллович Кердань (1 октября 1925, Бобровка, Рубцовский уезд — 16 июля 2002, Минск) — старший лейтенант Советской Армии, участник Великой Отечественной войны, Герой Советского Союза (1945 год).

## Биография
Фёдор Кердань родился 1 октября 1925 года в селе Бобровка (ныне — Алтайского края). После окончания шести классов школы работал на кирпичном заводе. С 1941 года проживал в деревне Кантемировка (ныне — Кошкарата Жамбылской области Казахстана), работал в колхозе. В декабре 1942 года Кердань был призван на службу в Рабоче-крестьянскую Красную Армию. С августа 1943 года — на фронтах Великой Отечественной войны. Принимал участие в боях на Воронежском, 1-м и 4-м Украинских фронтах. Участвовал в освобождении Украинской ССР, Польши, Чехословакии. К апрелю 1945 года младший сержант Фёдор Кердань был помощником наводчика орудия батареи 1672-го отдельного истребительно-противотанкового артиллерийского полка РГК в составе 31-й лёгкой горнострелковой бригады 126-го лёгкого горнострелкового корпуса 38-й армии 4-го Украинского фронта. Отличился во время Моравско-Остравской операции.
8 апреля 1945 года в составе своего расчёта Кердань участвовал в отражении массированной немецкой контратаки силами 36 танков и 68 бронетранспортёров. Противнику удалось заставить отойти советские части на запасные позиции, но прорвать их оборону ему не удалось. 9 апреля немецкие войска вновь контратаковали силами 14 танков, 3 штурмовых орудий и бронетранспортёров, а также пехотными частями. В ожесточённом бою из всего расчёта остались только Кердань и наводчик Рахимжан Токатаев. Вдвоём они уничтожили 9 танков и 4 бронетранспортёра, благодаря чему противнику не удалось прорвать советскую оборону. Кердань в том бою получил контузию, но продолжал сражаться.
Указом Президиума Верховного Совета СССР от 29 июня 1945 года за «образцовое выполнение боевых заданий командования на фронте борьбы с немецкими захватчиками и проявленные при этом отвагу и геройство» младший сержант Фёдор Кердань был удостоен высокого звания Героя Советского Союза с вручением ордена Ленина и медали «Золотая Звезда». Вместе с ним звания Героя Советского Союза получил и Токатаев.
После окончания войны Кердань продолжал службу в Советской Армии. В 1947 году он окончил Челябинское военное авиационное училище штурманов и стрелков-радистов. В 1950 году в звании старшего техника-лейтенанта он был уволен в запас. В 1951 году он окончил Ульяновскую школу высшей лётной подготовки, после чего работал в гражданской авиации. В 1964 году ушёл с лётной работы. Проживал в Минске, работал слесарем в Минском аэропорту, затем — на Минском приборостроительном заводе. В 1981—1987 годах жил в Ялте, затем вернулся в Минск.
Умер 16 июля 2002 года.

## Награды
Также награждён орденами Отечественной войны I степени, рядом медалей и иностранных наград.
15 апреля 1999 года Указом Президента Республики Беларусь был награждён Орденом «За службу Родине» III степени.